# Odi di Salomone

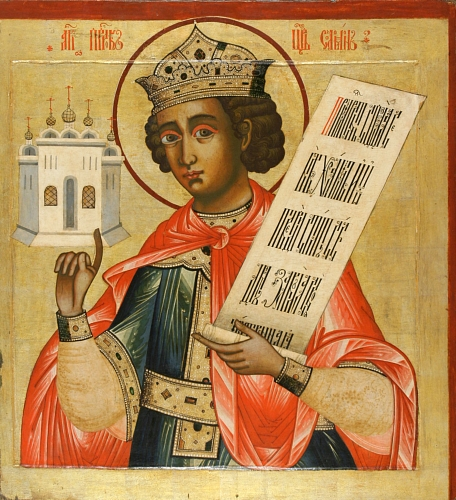
Re Salomone

Le Odi di Salomone sono apocrifi dell'Antico Testamento, pseudoepigrafi attribuiti a Salomone re degli Ebrei (X secolo a.C.), ma scritti probabilmente verso la fine del I secolo d.C. e gli inizi del II secolo d.C. in ambiente cristiano.

## Storia
Ci sono pervenute in quattro manoscritti, nessuno dei quali completo: due manoscritti sono in siriaco; cinque odi sono tradotte in un manoscritto copto (attraverso la Pistis Sophia, scritto gnostico egiziano del IV secolo d.C.); l'undicesima ode ci è arrivata anche in greco, con delle differenze nel numero dei versi. Un verso della diciannovesima ode è tradotto da Lattanzio (Div. Inst. 4.12.3).
La lingua probabile di composizione sembra essere il siriaco (anche se sono state proposte alternative quali il greco, ormai rifiutato, e l'ebraico, non tenuto troppo in considerazione). Pertanto risultano essere la prima testimonianza del cristianesimo siriaco.
I collegamenti con il Prologo del Vangelo secondo Giovanni sono notevoli, e anche le somiglianze con gli Inni di Qumran sono state più volte sottolineate, seppur la critica recente non consideri più le Odi di Salomone come un prodotto di un esponente della comunità di Qumran. Questi collegamenti, assieme alla lingua d'origine siriaca e alle probabili concordanze con le lettere di Ignazio di Antiochia, fanno pensare ad un ambiente di composizione che sarebbe all'incirca la zona siriaca occidentale, attorno ad Antiochia.
Non vanno confusi con i Salmi di Salomone e con le Odi del canone delle Chiese ortodosse.
Si tratta di 42 brevi componimenti poetici, ma non possediamo la seconda ode e l'inizio della terza.